# 운라

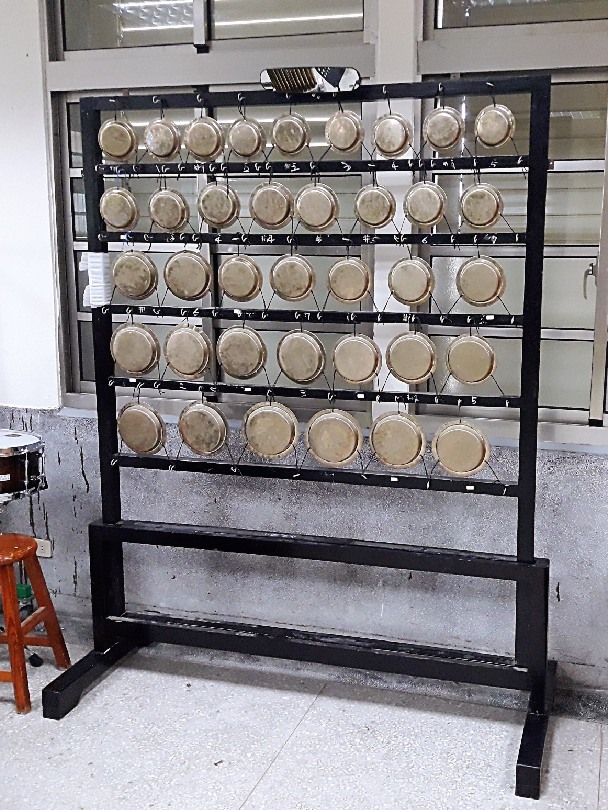

운라(雲鑼) 또는 구운라(九雲鑼), 운오(雲璈)는 중국, 한국의 타악기로 중국이 시초이다. 10개의 작은 징을 가자(架子)라는 틀에 매달고 망치로 쳐서 소리를 낸다. 징은 소리의 높이에 따라 배열되는데, 첫째 열은 맨 왼쪽 아래가 가장 낮고 가장 오른쪽 아래가 높으며, 둘째 열은 오른쪽이 낮고 왼쪽이 높은 순서로 지그재그 형태로 배열되며 가장 음이 높은 징은 맨 위에 하나 매달아 놓는다. 운라의 소리는 5개의 정성(正聲)과 5개의 청성(淸聲)으로 나뉘어 청음(淸音)과 탁음(濁音)의 구분이 있다.
나무틀에 구리로 만든 접시모양의 조그만 징을 10개 매달고 채로 쳐서 높고 낮은 음을 낸다. 주로 취타(吹打)에 쓰던 악기로 소리가 맑고 영롱하다.
중국에서 쓰던 악기인데 한국에는 조선 후기에 들어온 것으로 추정된다. 징을 매다는 틀은 아래에서부터 세 칸씩 3단이고 꼭대기 단엔 한 칸만 되어 10칸이 있는데, 칸마다 징 하나씩 매단다. 맨 아래칸은 왼편에서 오른편으로, 다음 위칸은 오른편에서 왼편으로, 다음 위칸은 왼편에서 오른편으로, 마지막 꼭대기 징 순서로 낮은 음에서 높은 음이 난다. 행진 때 연주법은 왼손으로 자루를 들고 오른손으로 작은 방망이채를 들어 친다. 진연(進宴) 같은 데서 연주할 때에는 손잡이를 대바침에 꽂아 놓고 친다.